# 圣胡安德埃诺瓦
圣胡安德埃诺瓦，是西班牙巴伦西亚自治区巴伦西亚省的一个市镇。总面积2平方公里，总人口363人（2001年），人口密度182人/平方公里。